# André Le Gentile
André Le Gentile, né le 14 mars 1878 à Limoges, où il est mort le 3 août 1966, est un musicien, compositeur de musique traditionnelle, professeur de musique, proche du mouvement félibréen.

## La musique: élève et professeur

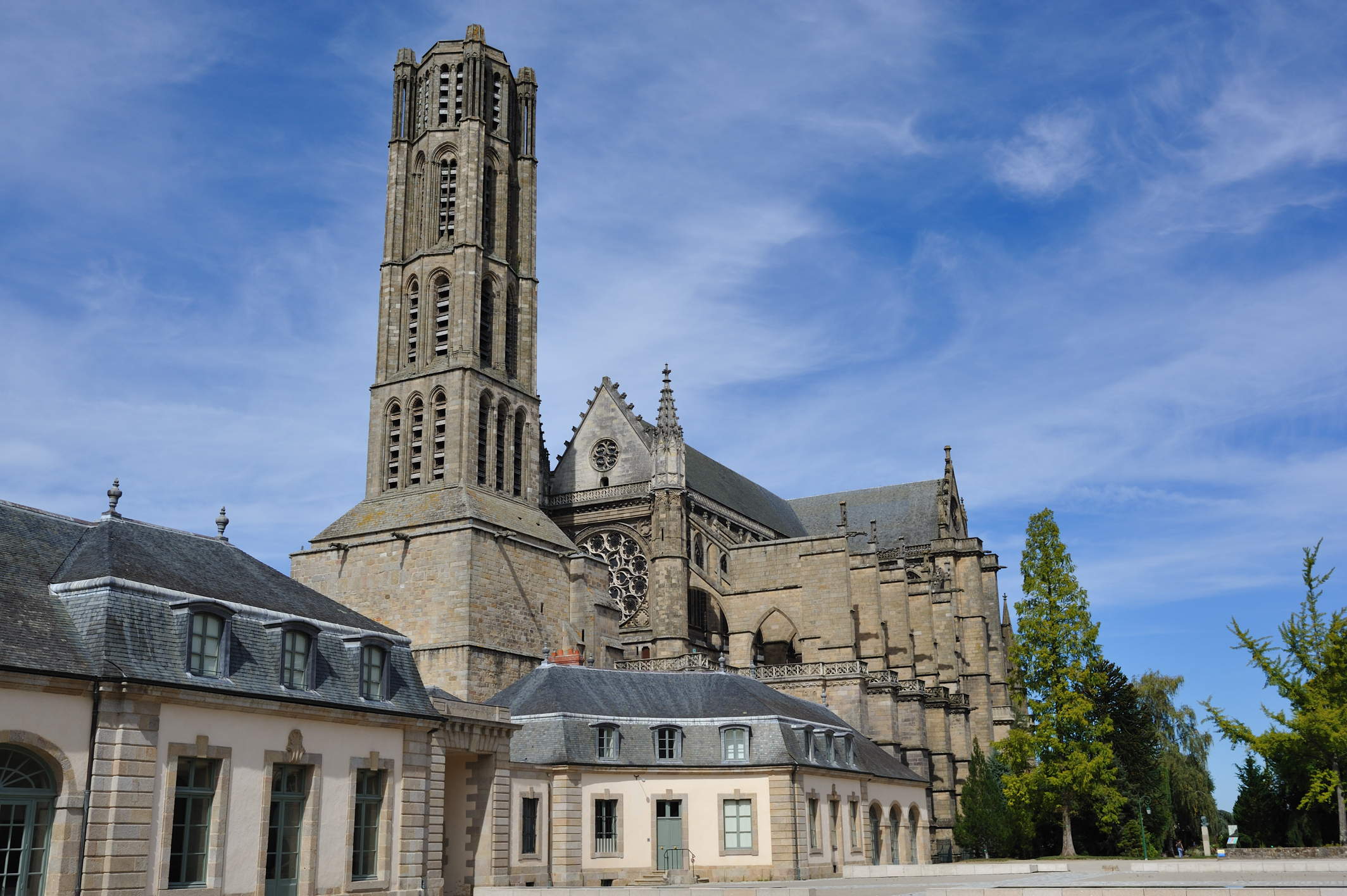
Cathédrale Saint-Etienne de Limoges, où André Le Gentile tint les orgues

Né en 1878, André Le Gentile a été élève au Lycée Gay-Lussac ; il envisage d’entrer à l’école militaire de Saint-Maixent (c’est là que se trouve, depuis 1881, l'Ecole Militaire de l'Infanterie) ; il s’engage donc dans l’infanterie ; au bout de quelques mois, il est réformé pour raisons médicales.
Il décide alors de se consacrer à la musique ; il étudie la musique, à Limoges, avec le chef de musique du 63e RI ; il étudie ensuite à Paris avec le maître de chapelle de Saint Ferdinand des Ternes.
A Limoges, il mène de multiples activités liées à la musique ; il est ainsi professeur de musique au Lycée Gay-Lussac ; il est aussi professeur de musique au collège des jésuites de Sarlat ; André Le Gentile étudie également auprès de Paul Charreire, organiste à Limoges, auquel il a succédé plus tard à la paroisse de la cathédrale Saint-Etienne de Limoges, où il tiendra les orgues.

## La musique «savante»
André Le Gentile s’est consacré à des formes musicales très diverses, dont celles de la musique savante ; ainsi il tient l’orgue dans des lieux de culte, comme l’église du Sacré Cœur à Limoges ; il composa des œuvres de musique classique : motets, cantiques.

## La musique traditionnelle
André Le Gentile s’est également consacré aux formes musicales de la musique traditionnelle, créant des mélodies de chansons limousines ; il écrit ainsi de nombreuses chansons, sur des textes d’écrivains comme Horace Hennion.
Il est resté dans les mémoires avec les pièces écrites sur des textes de Jean Rebier ; en effet, depuis 1927, il collabore avec Jean Rebier, qui est majoral du félibrige ; le poète limousin avait choisi André Le Gentile pour mettre en musique ses poèmes, estimant que le musicien avait le talent qui permettrait à ces chants de devenir des airs populaires ; on peut citer, parmi leurs œuvres, les chansons suivantes : « Lo Gerbo Baudo », « Reina daus ceus ».
Le musicien travailla sur des œuvres d’auteurs comme Valère Bernard (peintre, et poète occitan, né à Marseille en 1860), dont il mit un texte en musique, ou comme Émile Corderoy du Tiers (poète né à Niort en 1848), auteur d’un livret, sur lequel travailla André Le Gentile.
André Le Gentile faisait partie du félibrige depuis 1928, et, en 1965, il avait été honoré du titre de « Mestre d'Obro » ; il est décédé en 1966.

## Quelques partitions du compositeur
Quelques œuvres composées par André Le Gentile (d’après le Catalogue Général de la Bibliothèque Nationale de France : http://catalogue.bnf.fr) :
- « Soir des adieux », poésie de Horace Hennion, 1908
- « Un songe », mélodie, poésie de Georges Eugène Bertin, 1911
- « Berceuse », pour violon et piano, 1913
- « C'est un air lointain », poésie de Pierre Reyniel, 1913
- « Horizon bleu », valse lente, 1913
- « Skating », mazurka », 1913
- « Valse-Ballet », 1913
- « Les animaux musiciens », chansonnette, paroles de René Pérennès, 1930
- « Fleur de Vienne », valse chantée, paroles de Edgar Delest, 1931
- « Les Petites vieilles », paroles de J. Paul Monteil, 1940
- « Dansons la Savoyarde », polka, paroles de Jul-Jak, 1942
- « La Petite clairière », paroles de J. Paul Monteil, 1942
- « La Vieille lande », paroles de J. Paul Monteil, 1942

## Partitions publiées
Ouvrages publiées contenant des partitions écrites par André Le Gentile :
- Huguette Cochinal, « Danses et chants du Limousin et du Massif central », Paris, Éditions du Dauphin, 1974
- Jean Rebier, « Per divertilo gen, chansons lemouzinas », Limoges, Société des journaux et publications du Centre, 1935

## Extrait d’une chanson composée par Rebier et Le Gentile
Voici deux strophes d’une chanson dont les paroles sont de Jean Rebier, Majoral du Félibrige (1879-1966), et la musique d'André Le Gentile (1878-1966) ; cette chanson a été longtemps le cantique des pèlerinages limousins à Arliquet ; cette chanson est également le cantique traditionnel des messes des manifestations félibréennes :
Texte en langue limousine :
« Vos que setz la pervencha
E la flor dau leri,
Pausatz vostra man blancha
Sur los malangorits.
Vos que setz la pastora,
Sos vostre blu manteu
Quand ven la meschanta ora
Acelatz lo tropeu. »
Traduction en français :
« Vous qui êtes la pervenche
Et la fleur du lis
Posez votre main blanche
Sur ceux qui souffrent.
Vous qui êtes la bergère,
Sous votre bleu manteau
Quand vient la mauvaise heure
Abritez le troupeau. »